# Curt O. Schaller
Pour les articles homonymes, voir Schaller.
Curt Oswald Schaller né le 22 juin 1964 à Munich est un directeur de la photographie, opérateur Steadicam et photographe allemand. Il est également le développeur et le concepteur des systèmes de stabilisation de caméra d'ARRI. En 2025, il a reçu un Oscar pour la conception, la conception et le développement du système Trinity-2,,.

## Biographie
En 1984, Schaller entame une formation d'assistant caméra, puis de caméraman aux Studios de cinéma et de télévision de Bavière.
Après sa formation, il travaille d'abord comme caméraman en studio avant de se spécialiser dans les documentaires étrangers au début des années 1990. À partir du milieu des années 1990, Curt O. Schaller travaille comme caméraman pour des productions en série et comme opérateur Steadicam pour des séries télévisées, des films, des émissions et des documentaires.
À la fin des années 1990, fort de son expérience de caméraman et d'opérateur Steadicam, Schaller a commencé à développer ses propres systèmes de stabilisation de caméra, qui ont donné naissance à la série Artemis de Sachtler / Vitec Videocom en 2001. La série Artemis qu'il a développée était le premier système de stabilisation de caméra modulaire au monde lors de son lancement au salon NAB 2001 de Las Vegas. De plus, les systèmes Artemis HD étaient à l'époque les premiers systèmes de stabilisation de caméra Full HD au monde.
En 2015, Curt O. Schaller a développé le système (artemis) Trinity en collaboration avec Roman Foltyn, ingénieur titulaire d'un doctorat. Il s'agissait du premier système de stabilisation de caméra au monde combinant une stabilisation mécanique et électronique.
En avril 2016, il a transféré l'ensemble de son portefeuille de produits Artemis de Sachtler / Vitec Videocom à ARRI pour piloter le développement ultérieur des systèmes (Artemis) Trinity en tant que chef de produit pour les systèmes de stabilisation de caméra.
En 2025, Curt O. Schaller a reçu l'Academy Scientific and Engineering Award pour le concept, la conception et le développement du système Trinity-2,,.
En outre, depuis 1998, il travaille également comme conférencier dans la formation des opérateurs Steadicam dans le monde entier.

## Système de stabilisation de caméra
- ARRI ARTEMIS 2
- ARRI TRINITY 2

## Récompenses
- 2016: Cine Gear Expo Technical Award pour le développement du système de stabilisation de caméra ARRI (Artemis) Trinity
- 2016: cinecAward pour le développement du système de stabilisation de caméra ARRI (Artemis) Trinity
- 2017: BIRTV pour le développement du système de stabilisation de caméra ARRI (Artemis) Trinity
- 2025: Academy Scientific and Engineering Award pour la conception, la conception et le développement du système Trinity 2[1],[2],[3]